# Drew McDonald
Andrew John McDonald, detto Drew (Vancouver, 19 ottobre 1955), è un ex pallanuotista statunitense, vincitore di una medaglia d'argento alle olimpiadi di Los Angeles 1984.